# Чемпионат Литвы по футболу 2007
А Лига 2007 (лит. A Lyga 2007) — 19-й сезон чемпионата Литвы по футболу со времени восстановления независимости Литвы в 1990 году. Он начался 7 апреля и закончился 10 ноября 2007 года.
Количество клубов А Лиги не изменилось по сравнению с прошлым сезоном. По его итогам Невежис покинул элитный дивизион. Из I лиги в А Лигу вышел «Интерас». Хотя «Шилуте» проиграл в переходных матчах, клуб сохранил место в А Лиге благодаря отстранению «Алитиса». Чемпионат проходил в 4 круга по системе «каждый с каждым».
Чемпион получил право стартовать в первом квалификационном раунде Лиги чемпионов, а клуб, занявший второе место, и «Ветра» (5-е место), как финалист Кубка Литвы-2007/2008, — в первом отборочном раунде Кубка УЕФА. Команда, занявшая третье место, участвовала в Кубке Интертото с первого раунда.

## Турнирная таблица
| М  | Команда    | И  | В  | Н  | П  | Мячи     | ±    | О  | Примечания                                        |
| -- | ---------- | -- | -- | -- | -- | -------- | ---- | -- | ------------------------------------------------- |
| 1  | ФБК Каунас | 36 | 25 | 8  | 3  | 91 − 26  | +65  | 83 | 1-й квалификационный раунд Лиги чемпионов 2008/09 |
| 2  | Судува     | 36 | 20 | 8  | 8  | 66 − 34  | +32  | 68 | 1-й квалификационный раунд Кубка УЕФА 2008/09     |
| 3  | Экранас    | 36 | 19 | 9  | 8  | 83 − 36  | +47  | 66 | Первый раунд Кубка Интертото 2008                 |
| 4  | Жальгирис  | 36 | 18 | 10 | 8  | 64 − 34  | +30  | 64 |                                                   |
| 5  | Ветра      | 36 | 18 | 7  | 11 | 55 − 30  | +25  | 61 | 1-й квалификационный раунд Кубка УЕФА 2008/09     |
| 6  | Атлантас   | 36 | 13 | 6  | 17 | 54 − 45  | +9   | 45 |                                                   |
| 7  | Вильнюс    | 36 | 13 | 6  | 17 | 54 − 63  | −9   | 45 |                                                   |
| 8  | Шяуляй     | 36 | 13 | 6  | 17 | 47 − 50  | −3   | 45 |                                                   |
| 9  | Шилуте     | 36 | 6  | 4  | 26 | 28 − 86  | −58  | 22 | Переходные матчи                                  |
| 10 | Интерас    | 36 | 2  | 2  | 32 | 16 − 154 | −138 | 8  | Вылет в Первую лигу 2008                          |

И — игры, В — выигрыши, Н — ничьи, П — проигрыши, Мячи — забитые и пропущенные голы, ± — разница голов, О — очки